# Relações entre Egito e Irã

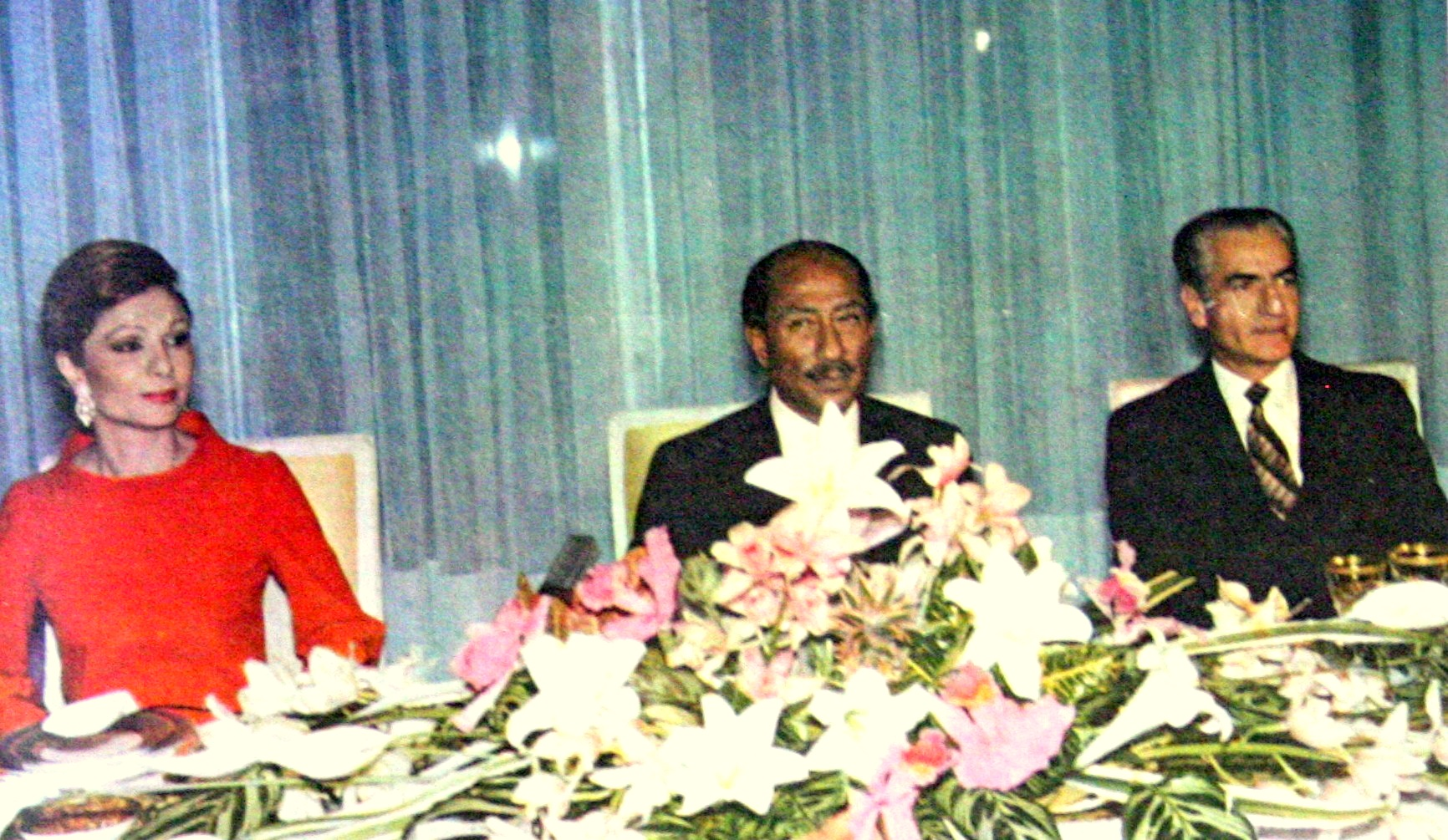
A rainha Farah Diba, o presidente do Egito, Anwar Al Sadat, e o Xá Mohammad Reza Pahlavi em Teerã, em 1975.

As relações entre Egito e Irã são as relações entre a República Árabe do Egito e a República Islâmica do Irã.
Os laços entre os dois países foram controversos desde a Revolução Iraniana de 1979. As tensões começaram com a decisão do presidente egípcio Anwar Al Sadat de aceitar a paz com Israel seguindo os Acordos de Camp David de 1978 e a assinatura, em 1979, de um tratado formal de paz entre o Egito e Israel. O Aiatolá do Irã, Ruhollah Khomeini denunciou a decisão de Sadat, rotulando esta como uma traição contra o Islamismo, e convocou o povo egípcio a derrubar o seu governo. A República Islâmica foi ainda agravada pela decisão do Egito de permitir que o Xá deposto do Irã e sua família vivessem no Cairo. Os dois estados interromperam as relações diplomáticas em junho de 1979 e ainda não restauraram oficialmente os laços.
O apoio do Egito ao Iraque durante a guerra contra o Irã foi outra séria razão para a hostilidade entre os dois estados. Embora o líder iraquiano, Saddam Hussein, tenha condenado igualmente o Egito por ter aceitado a paz com Israel, o Egito providenciou ao Iraque cerca de 5 bilhões de dólares em armas de 1980 a 1987, incluindo carros de combate, munições e uma versão do míssil soviético Scud. A estreita aliança do Egito com os Estados Unidos também irritou o governo de Teerã. O Egito é um dos principais beneficiários da ajuda econômica dos Estados Unidos, com uma média anual de 2 bilhões de dólares desde 1979.